# Макдональд, Бернард Дональд
Бернард Дональд Макдональд (англ. Bernard Donald Macdonald; 25 декабря 1797 года, Сент-Эндрюс, графство Кингс, Остров Принца Эдуарда — 30 декабря 1859 года, Шарлоттаун, Канада) — второй епископ Шарлоттауна с 21 февраля 1837 года по 30 декабря 1859 года.

## Биография
Родился в 1757 году в семье шотландских эмигрантов в селении Сент-Эндрюс. После получения начального образования в 1812 году отправился на учёбу в Высшую духовную семинарию Квебека. 1 июня 1823 года был рукоположён в священники для служения. Стал первым уроженцем Острова Принца Эдуарда, принявшим католическое священство. Служил в различных приходах на острове Принца Эдуарда.
21 февраля 1837 года римский папа Григорий XVI назначил его епископом Шарлоттауна. 15 октября 1837 году в храме Святого Патрика в Квебеке состоялось его рукоположение в епископы, которое совершил архиепископ Квебека Жозе Синье в сослужении с вспомогательным епископом архиепархии Квебека и титулярным епископом Сидимы Пьер-Флавианом Тюржоном и вспомогательным епископом архиепархии Монреаля и титулярным епископом Игнатием Бурже.
На протяжении своего епископства проживал в Рустико. В 1838 году построил в этом селении храм Святого Августина. В 1843 году под его руководством в Шарлоттауне был построен собор Святого Дунстана и в январе 1855 году — Колледж Святого Дунстана. Основал священническое братство «Общество святого Бернарда», которое просуществовало до 1960-х годов.
Умер 30 декабря 1859 года. Похоронен в крипте Собора Святого Дунстана. В 2000 году его останки были перенесены в его родной приход в Сент-Эндрюсе.